# Ta', hvad du vil ha'
Pour plus de détails, voir Fiche technique et Distribution.
Ta', hvad du vil ha' (en anglais : Take 'What You Want') est un film policier danois sorti en 1947 et réalisé par Ole Palsbo sur un scénario écrit par Fleming Lynge d'après un roman de Mårten Edlund. 
Ib Schønberg tient le rôle d'Oskar, un homme dépendant de l'alcool, rôle qui est l'une de ses plus grandes performances cinématographiques. 

## Fiche technique
- Titre original : Ta', hvad du vil ha'
- Titre anglais : Take 'What You Want'
- Réalisation : Ole Palsbo
- Scénario : Fleming Lynge d'après un roman de Mårten Edlund
- Photographie : Verner Jensen
- Montage : Edla Hansen (en)
- Musique : Kai Rosenberg
- Pays d'origine : Danemark
- Langue originale : danois
- Format : noir et blanc
- Genre : policier
- Durée : 100 minutes
- Dates de sortie :
  - Danemark : 5 septembre 1947

## Distribution
- Ebbe Rode : Kurt Bergholtz
- Agnes Thorberg Wieth : Konsulinde Hedvig Bergholtz
- Bjarne Forchhammer : Lektor Ejnar Bergholtz
- Ib Schønberg : Redaktør Oscar Bergholtz
- Ellen Gottschalch : Maja Bergholtz
- Erni Arneson : Esther Wulff
- Helle Virkner : Britta Wulff
- Hans Egede Budtz : Professor Axel Wulff
- Vera Gebuhr : Marianne Beyer
- Bjørn Watt-Boolsen : Poul Strøm
- Elith Pio : Dr. Tørring
- Poul Nordstrøm : Thorkil
- Anna Henriques-Nielsen : Husholdersken Bertha
- Oda Poulsen : Sygeplejersken Frk. Ege
- Knud Rex : Freddy Boesen
- Per Buckhøj : Redaktør
- Anita Prülaider : Gudrun
- Clara Schwartz :
- Edith Hermansen :
- Henry Nielsen :
- Torkil Lauritzen :
- Otto Detlefsen :
- Kirsten Andreasen :
- Hannah Bjarnhof : Skoleveninde
- Bjarne Henning-Jensen : Ulykkeschauffør
- Ebba Nørager : Skoleveninde
- Birgitte Reimer : Skoleveninde